# درونیا فرمی ۳ ساکمارسکوگو سووخوزا
درونیا فرمی ۳ ساکمارسکوگو سووخوزا (انگلیسی: Derevnya fermy 3 Sakmarskogo sovkhoza) یک شهرک در شهرستان زیانچورینسکی استان باشقیرستان کشور روسیه است.